# Joan Peter Delhoven
Joan Peter Delhoven (* 4. oder 5. Februar 1766 in Dormagen; † 1. Januar 1824 ebenda) war ein deutscher Landwirt, Küster und Handelsmann in Dormagen. Bekannt geworden ist Delhoven durch ein Tagebuch, das er 40 Jahre lang führte. Seine „Rheinische Dorfchronik“ wurde 1926 das erste Mal in einer stark gekürzten Buchausgabe veröffentlicht. Das Werk über die Zeit zwischen 1783 und 1823 ist deswegen so bedeutend, weil es eine der wenigen privaten Aufzeichnungen der französischen Besetzung des Rheinlandes ist. 1966 erschien eine Neuauflage, die einen Stammbaum des Chronisten erhielt. Die Originalhandschrift befindet sich heute im Archiv des Rhein-Kreises Neuss.

## Veröffentlichung
- Hermann Cardauns, Reiner Müller (Hrsg.): Die Rheinische Dorfchronik des Joan Peter Delhoven aus Dormagen (1783–1823). Gesellschaft für Buchdruckerei, Neuss 1926, DNB 572684819. Neuauflage: Dormagen 1966 (mit Ahnentafel des Chronisten und Schwarz-Weiß-Fotografien).